# 클라우디오 테르치
클라우디오 테르치(이탈리아어: Claudio Terzi, 1984년 6월 9일, 이탈리아 밀라노 ~)는 이탈리아의 전 축구 선수이다.

## 클럽 경력
그는 볼로냐에 있던 시절인 2002년에 모데나를 3-0으로 이긴 경기에서 세리에 A 데뷔전을 치렀다.
2013년 7월 19일, 그는 팔레르모로 이적하였고, 계약 기간은 4년이다.

## 이탈리아 축구 스캔들
테르치는 2012년 8월 11일에 2011-12 이탈리아 축구 스캔들로 3년 6개월간 축구 활동 정지 처분을 받았다.